# Mikko Pakari
Mikko Pakari (ur. 12 grudnia 1995 roku) – fiński kierowca wyścigowy.

## Kariera

### Formuła Renault
Pakkari rozpoczął starty w bolidach jednomiejscowych w 2012 roku w Europejskim Pucharze Formuły Renault 2.0 oraz Północnoeuropejskim Pucharze Formuły Renault 2.0. W obu tych seriach podpisał kontrakt z brytyjską ekipą Fortec Motorsport. Mimo że w północnoeuropejskiej serii zdołał wywalczyć dwa pole position (podczas wyścigów na torze Circuit de Spa-Francorchamps), to nie zwyciężył w żadnej eliminacji. Północnoeuropejską serię zakończył z dorobkiem 75 punktów na 24 lokacie. W Europejskim Pucharze również nie było mu dane wygrać żadnego wyścigu. Tu jednak udało mu się stanąć na podium. Sobotni wyścig na torze Hungaroring ukończył na drugiej pozycji. W pozostałych wyścigach zaprezentował się na tyle dobrze, że uzbierał 30 punktów do klasyfikacji, co mu dało 15 lokatę w klasyfikacji generalnej.
Na sezon 2013 Fin przedłużył kontrakt z brytyjską ekipą Fortec Motorsport. Z dorobkiem odpowiednio 17 i 125 punktów uplasował się w edycjach europejskiej i północnoeuropejskiej odpowiednio na siedemnastej i dziesiątej pozycji w klasyfikacji generalnej.

## Statystyki
| Sezon | Seria                                         | Zespół            | Wyścigi | Zwycięstwa | PP | NO | Podium | Punkty | Pozycja |
| ----- | --------------------------------------------- | ----------------- | ------- | ---------- | -- | -- | ------ | ------ | ------- |
| 2012  | Północnoeuropejski Puchar Formuły Renault 2.0 | Fortec Motorsport | 12      | 0          | 2  | 1  | 0      | 75     | 24      |
| 2012  | Europejski Puchar Formuły Renault 2.0         | Fortec Motorsport | 14      | 0          | 0  | 0  | 1      | 30     | 15      |
| 2013  | Europejski Puchar Formuły Renault 2.0         | Fortec Motorsport | 14      | 0          | 0  | 0  | 0      | 17     | 17      |
| 2013  | Północnoeuropejski Puchar Formuły Renault 2.0 | Fortec Motorsport | 7       | 0          | 0  | 0  | 2      | 125    | 10      |